# Xenochlorodes beryllaria
Xenochlorodes beryllaria là một loài bướm đêm trong họ Geometridae.